# Patricia Karlin-Hayter
Patricia Karlin-Hayter (* 1. Juli 1920 in Trinidad; † 19. April 2014 in Anderlecht) war eine britische Byzantinistin.
Mit ihrer Familie zog Patricia Karlin von Trinidad, das noch britisch war, nach Südfrankreich, wo ihr Vater ein Chateau erworben hatte. Sie studierte in Frankreich und England, zog aber, nachdem sie geheiratet hatte, nach Brüssel. Dort schloss sie bei Henri Grégoire ihr Studium mit einer Dissertation über die Vita Euthymii ab, eine kritische Edition mit Kommentar, von der 1957 ein Teil publiziert wurde. Das gesamte Werk erschien erst 1970.
1981 erschien eine Aufsatzsammlung, und in den folgenden Jahrzehnten publizierte sie zahlreiche Beiträge in der Zeitschrift Byzantion. Diese befassten sich vor allem mit dem 9. Jahrhundert, mit Theodor Studites, der Kirchenorganisation und dem Kanonischen Recht sowie dem Ikonoklasmus. Sie arbeitete in der Bibliothek der Bollandisten und betrachtete sich als deren Ehrenmitglied. Durch Margaret Mullet erhielt sie die Möglichkeit, zeitweise in Belfast zu lehren. Auch partizipierte sie an den Jesuitensymposien in Birmingham.

## Veröffentlichungen (Auswahl)
- Arethas et le droit d’asile, in: Byzantion 34 (1964) 613–618.
- When Millitary Affairs were in Leo’s Hands: A Note on Byzantine Foreign Policy (886–912), in: Traditio 23 (1967) 15–40.
- La mort de Théophano (10.11.896 ou 895), in: Byzantinische Zeitschrift 62 (1969) 13–19.
- Vita Euthymii patriarchae CP, Éditions de Byzantion, Brüssel 1970.
- Études sur les deux histoires du règne de Michel III, in: Byzantion 41 (1971) 452–496.
- Notes sur la λατινικόν dans l’armée et les historiens de Nicée, in: Byzantinische Forschungen 4 (1972) 142–150.
- Les Akta dia Kalapodion. Le contexte religieux et politique, in: Byzantion 43 (1973) 84–107.
- Studies in Byzantine Political History. Sources and Controversies, London 1981.
- Indissolubility and the „greater evil“. Three thirteenth-century Byzantine divorce cases, in: Rosemary Morris (Hrsg.): Church and People in Byzantium. Society for the Promotion of Byzantine Studies. Twentieth Spring Symposium of Byzantine Studies, Manchester 1986, Birmingham 1990, S. 87–105.
- L’adieu à l’empereur, in: Byzantion 61 (1991) 112–147.
- Passio of the XL Martyrs of Sebasteia. The Greek tradition: the earliest account (BHG 1201), in: Analecta Bollandiana 109 (1991) 249–304.
- Où l’abeille butine. La culture littéraire monastique à Byzance aux VIIIe et IXe siècles, in: Revue bénédictine 103 (1991) 90–116.
- Further Notes on Byzantine Marriage – Raptus-ἁρπαγή or μνηστεῖαι?, in: Dumbarton Oaks Papers 46 (1992) 133–154.
- A Byzantine Politician Monk. Saint Theodore Studite, in: Jahrbuch der Österreichischen Byzantinistik 44 (1994) 217–232.
- Methodios and his synod, in: Andrew Louth, Augustine Casiday (Hrsg.): Byzantine Orthodoxies. Papers from the Thirty-sixth Spring Symposium of Byzantine Studies, University of Durham, 23–25 March 2002, Ashgate, 2006, S. 55–74.